# Cañas (Los Santos)
Cañas es un corregimiento ubicado en el distrito de Tonosí en la provincia panameña de Los Santos, Panamá.  En el año 2010 tenía una población de 650 habitantes y una densidad poblacional de 6,9 personas por km².

## Toponimia y gentilicio
Toma su nombre de la caña.

## Geografía física
Cañas se encuentra ubicada en las coordenadas 7.8276°N 80.5583°W. De acuerdo con los datos del INEC el corregimiento posee un área de 94,1 km².

## Demografía
De acuerdo con el censo del año 2010, el corregimiento tenía una población de unos 650 habitantes. La densidad poblacional era de 6,9 habitantes por km². 